# Adelita
L'adelita és un mineral de la classe dels arsenats. Va ser anomenada així per Hjalmar Sjögren l'any 1891 del grec άδηλος, "adelos," (desigual), en referència a la seva falta de transparència. Pertany i dona nom al grup de l'adelita-descloizita.

## Característiques
L'adelita és un mineral rar. Químicament és un arsenat hidroxilat de calci i magnesi. És isostructural amb la gottlobita, amb la qual té la mateixa estructura molecular però sense vanadi, formant amb aquesta una sèrie de solució sòlida segons la quantitat d'aquest element.
Segons la classificació de Nickel-Strunz, l'adelita pertany a «08.BH: Fosfats, etc. amb anions addicionals, sense H₂O, amb cations de mida mitjana i gran, (OH, etc.):RO₄ = 1:1» juntament amb els següents minerals: thadeuïta, durangita, isokita, lacroixita, maxwellita, panasqueiraïta, tilasita, drugmanita, bjarebyita, cirrolita, kulanita, penikisita, perloffita, johntomaïta, bertossaïta, palermoïta, carminita, sewardita, arsendescloizita, austinita, cobaltaustinita, conicalcita, duftita, gabrielsonita, nickelaustinita, tangeïta, gottlobita, hermannroseïta, čechita, descloizita, mottramita, pirobelonita, bayldonita, vesignieïta, paganoïta, jagowerita, carlgieseckeïta-(Nd), attakolita i leningradita.

## Formació i jaciments
S'ha trobat bastant en un jaciment de zinc en un estrat metamorfitzat de Nova Jersey (Estats Units). Sol trobar-se associada a altres minerals com: dolomita, sarkinita, brucita, hedifana, fredrikssonita, braunita o arsenoclasita. Les localitzacions on es pot trobar són: Saxònia i Turíngia (Alemanya), Värmland (Suècia), Nova Jersey i Utah (Estats Units).